# Vicsaj Szivatthanaprapha
Vicsaj Szivatthanaprapha (thai: วิชัย ศรีวัฒนประภา, nyugati átírással: Vichai Srivaddhanaprabha; született: วิชัย รักศรีอักษร, Vicsaj Rakszriakszorn)  (Bangkok, 1958. április 4. – Leicester, 2018. október 27.) thai üzletember.

## Élete
Srivaddhanaprabha volt az alapítója és vezérigazgatója a King Power Duty Free-bolthálózatnak. A Forbes magazin felmérése szerint Thaiföld hetedik leggazdagabb embere volt, vagyonát 2017-ben 4,9 milliárd amerikai dollárra becsülte az amerikai kiadó magazinja.
2010 augusztusában az Asia Football Investments konzorcium képviseletében Srivaddhanaprabha és fia, Aiyawatt megvásárolta az angol másodosztályban szereplő Leicester City csapatát. Milan Mandarić akkori csapattulajdonos 2011 februárjában elnöki pozícióban folytatta, mellette Aiyawatt alelnök lett a klub vezetésében. 2011 júliusában a klub stadionját King Power Stadionnak nevezték át.
A Leicester City a klubtörténet legnagyobb sikerét aratva megnyerte a Premier League 2015–2016-os kiírását, Vichai pedig a játékosoknak BMW i8 típusú autókat vásárolt ajándékképpen.
2017 májusában a belga Oud-Heverlee Leuven csapatát is megvásárolta.

## Család, hobbi
Srivaddhanaprabha egy thai kínai családban született. Feleségével, Aimon Srivaddhanaprabhával négy gyermekük született; Voramas, Apichet, Arunroong és Aiyawatt. 2012-ben IX. Ráma thaiföldi király adományozta számára a Srivaddhanaprabha családnevet. A név "progresszív dicsőség fényét" jelenti thai nyelven.
Szabadidejében lelkes lovaspóló játékos, a bangkoki VR Polo Klub tulajdonosa, valamint 2008 és 2012 között a londoni Ham Polo Club elnöke volt.

## Halála
2018. október 27-én Srivaddhanaprabha helikoptere a Leicester City – West Ham United Premier League meccs után földbe csapódott a King Power Stadion parkolójában és kigyulladt. A helikopter utasai ismeretlenek voltak, bár a BBC arról számolt be, hogy Srivaddhanaprabha is a fedélzeten volt. Később az értesülést a Sky Sports és a Reuters is megerősítette.
Halálát hivatalosan másnap este jelentette be a Leicester City a klub hivatalos oldalán. Srivaddhanaprabhán kívül még négyen utaztak a helikopteren, az öt utasból senki sem élte túl a balesetet. A buddhista hitnek megfelelő nyolc napos rituális temetési szertartása november 3-án kezdődött. Ugyanezen a napon a Cardiff City – Leicester City bajnoki mérkőzés előtt is megemlékeztek Srivaddhanaprabháról. November 9-én a Leicester City hivatalos honlapján közölte, hogy szobrot emeltet elhunyt tulajdonosának emlékére. Hamvasztási szertartását 2019. március 21-én tartották.